# Crypsis
Crypsis es un género de plantas herbáceas perteneciente a la familia de las poáceas. Es originario de la región del Mediterráneo hasta el norte de China.

## Descripción
Son plantas anuales. Tiene la inflorescencia en panícula densa, capituliforme, o espiciforme, frecuentemente cubierta en la base por la vaina de 1 o más hojas superiores. Espiguillas muy comprimidas lateralmente, con 1 sola flor hermafrodita, articulada por encima o por debajo de las glumas. Glumas subiguales, más cortas que la flor, uninervada. Lema membranosa, uninervada, mútica. Pálea con 1-2 nervios poco visibles, redondeada o con 1 quilla. Lodículas generalmente ausentes. Androceo con 2 o 3 estambres. Cariopsis obovoideo u oblongoideo, con embrión casi de su misma longitud; pericarpo no soldado a la semilla. Hilo redondeado.

## Taxonomía
El género fue descrito por William Aiton y publicado en Hortus Kewensis; or, a catalogue. . . 1: 48. 1789. La especie tipo es: Crypsis aculeata
Etimología
El nombre del género deriva del griego kryptos = (oculto, encubierto), refiriéndose a la parte de inflorescencia oculta.
Citología
El número cromosómico básico del género es x = 8 y 9, con números cromosómicos somáticos de 2n = 16, 18, 32, 36 y 54, ya que hay especies diploides y una serie poliploide. Cromosomas relativamente "pequeños".

## Especies
- Crypsis aculeata
- Crypsis acuminata
- Crypsis alopecuroides
- Crypsis factorovskyi
- Crypsis hadjikyriakou
- Crypsis minuartioides
- Crypsis schoenoides
- Crypsis turkestanica
- Crypsis vaginiflora